# Jurca, Cluj
Jurca (în maghiară Gyurkapataka) este un sat în comuna Recea-Cristur din județul Cluj, Transilvania, România.

## Bibliografie

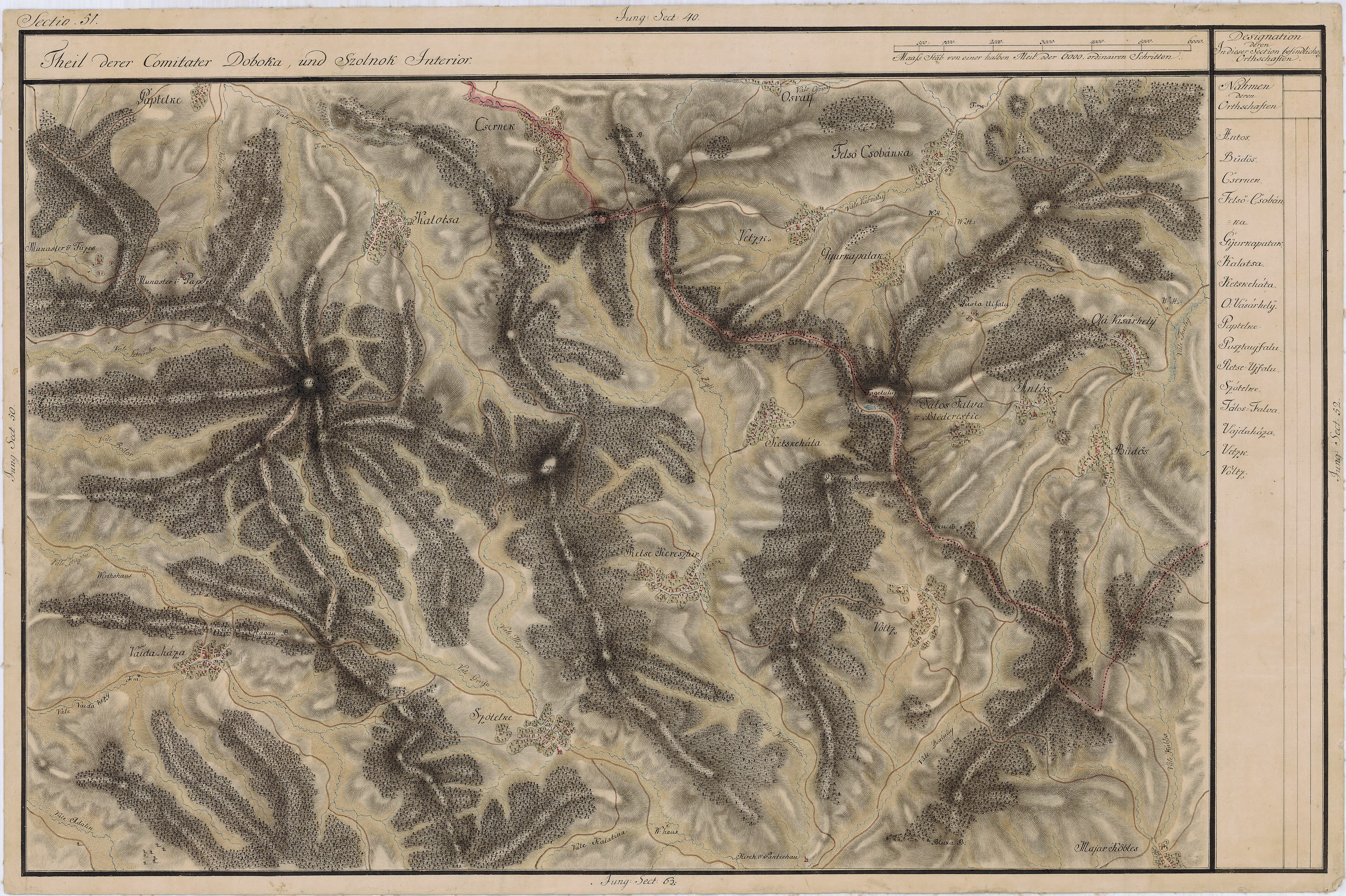
Jurca pe Harta Iosefină a Transilvaniei, 1769-73

## Imagini

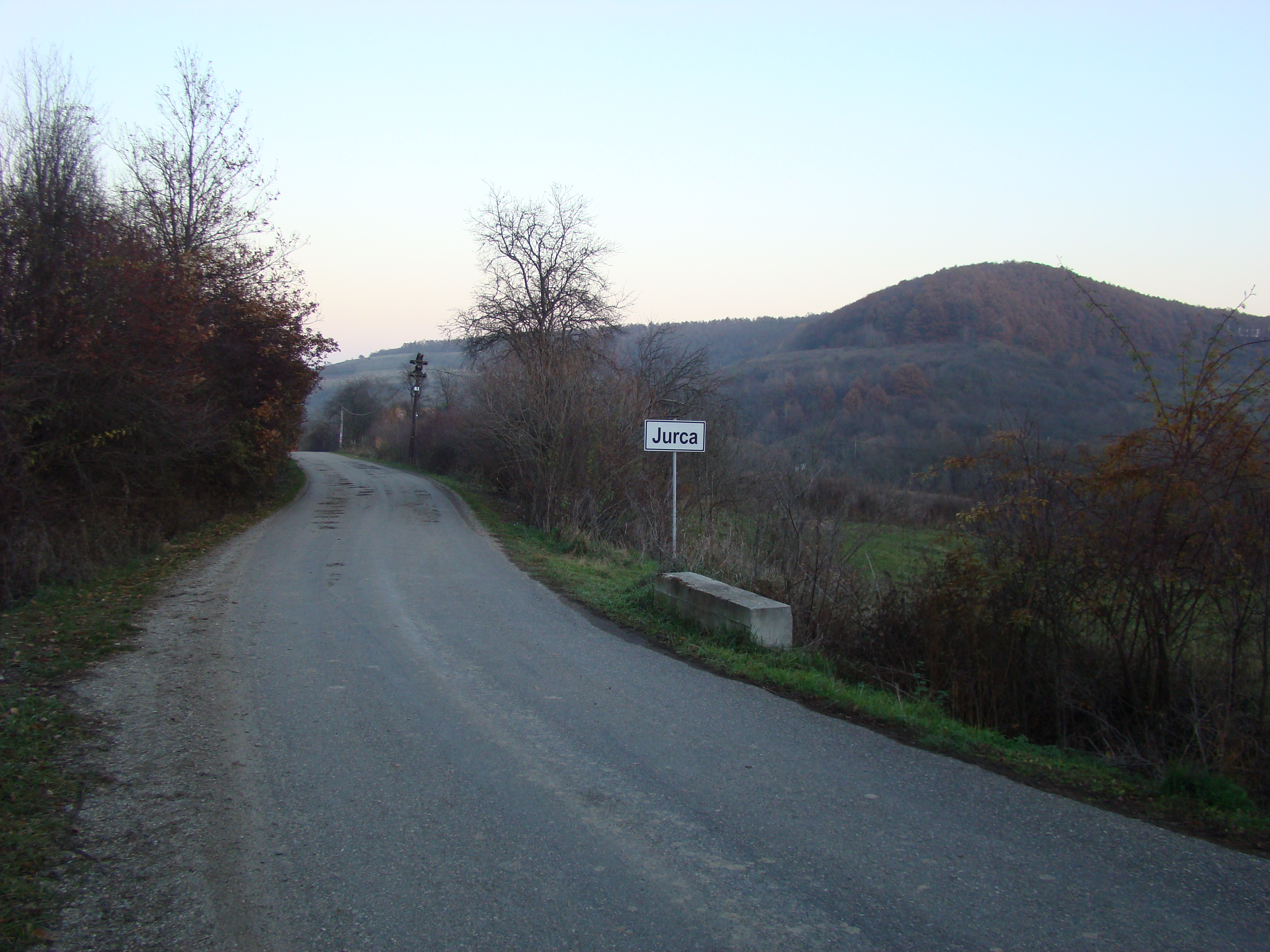
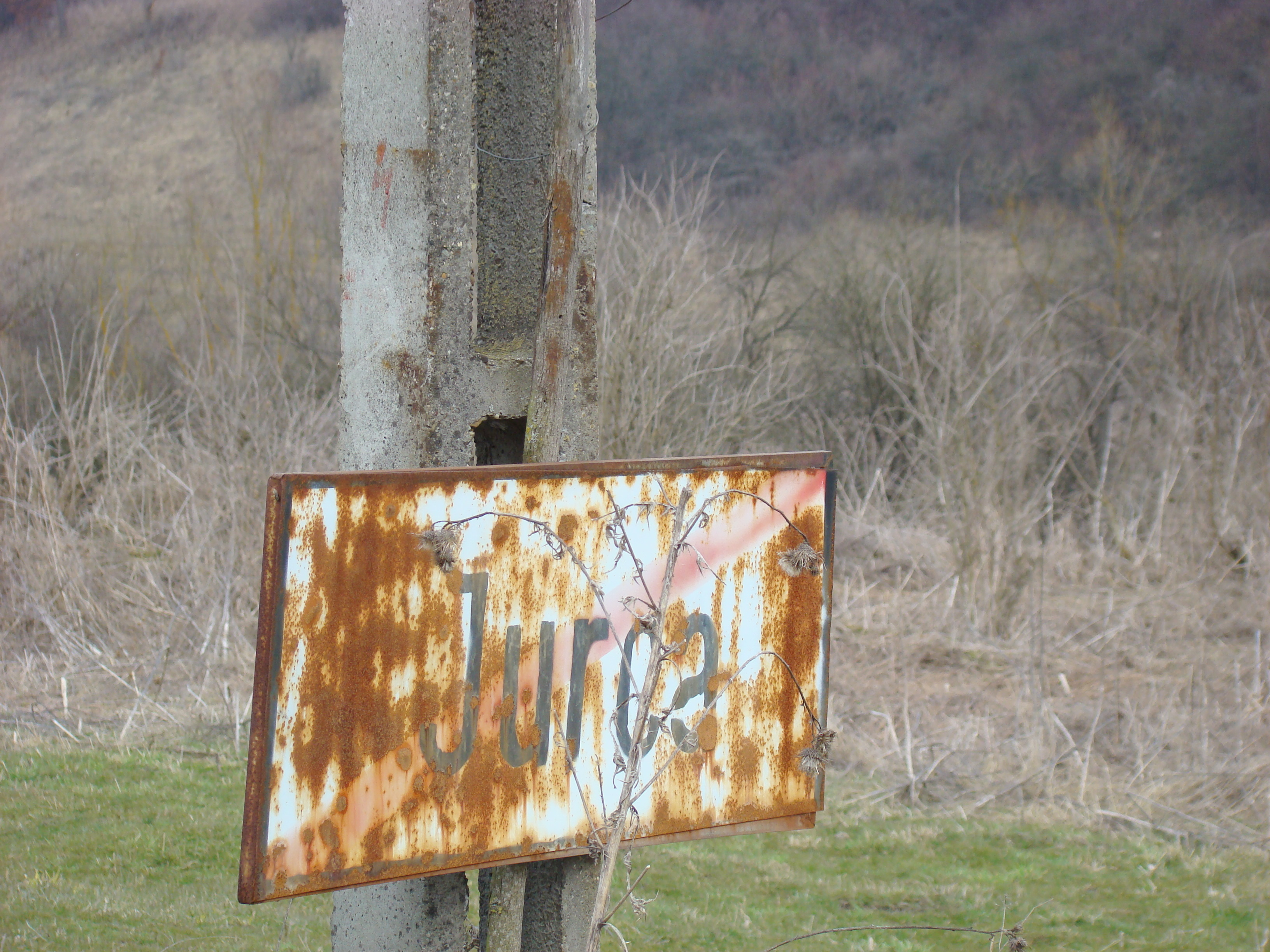
Intrarea în localitate
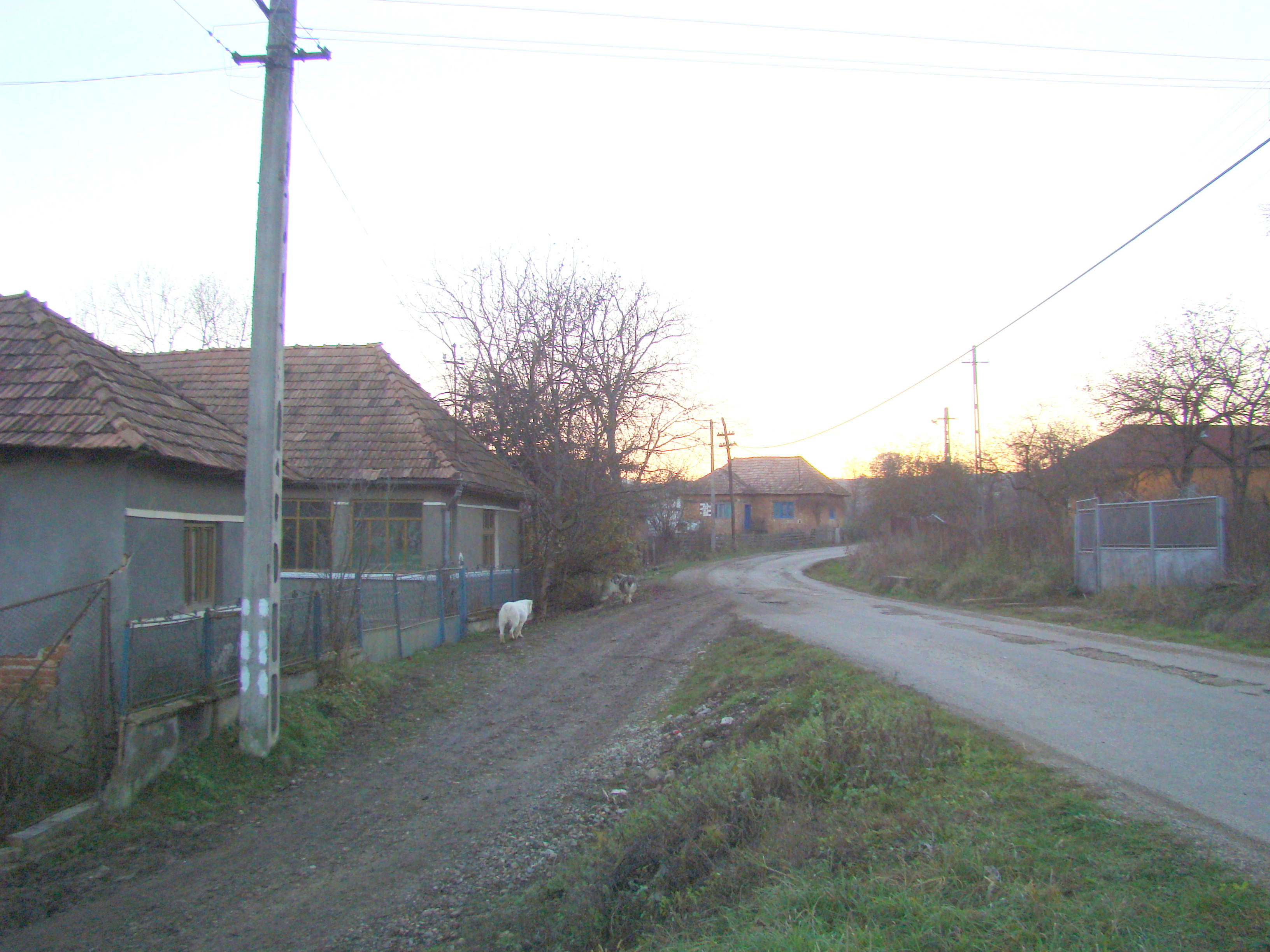
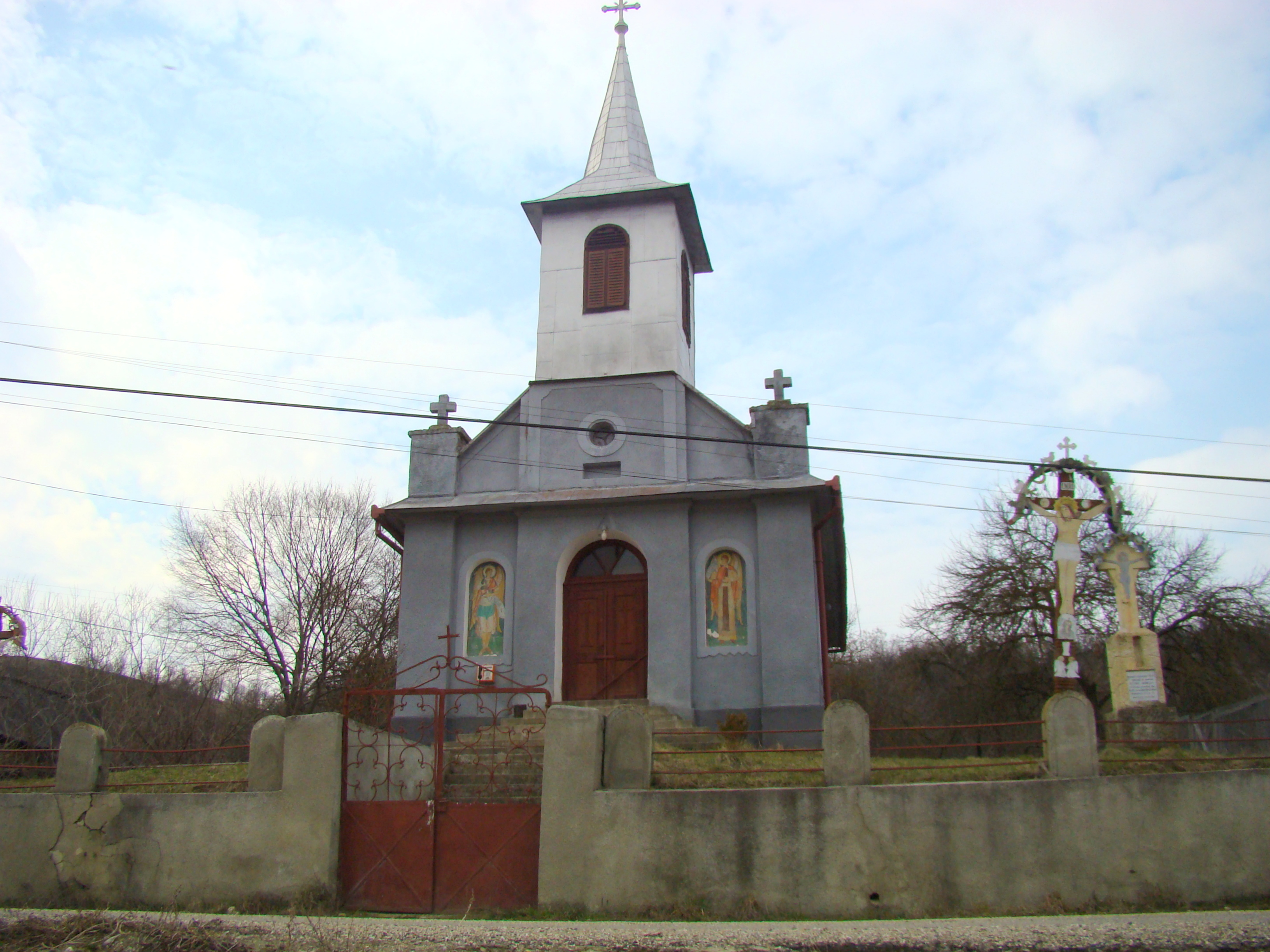
Biserica ortodoxă (1935)
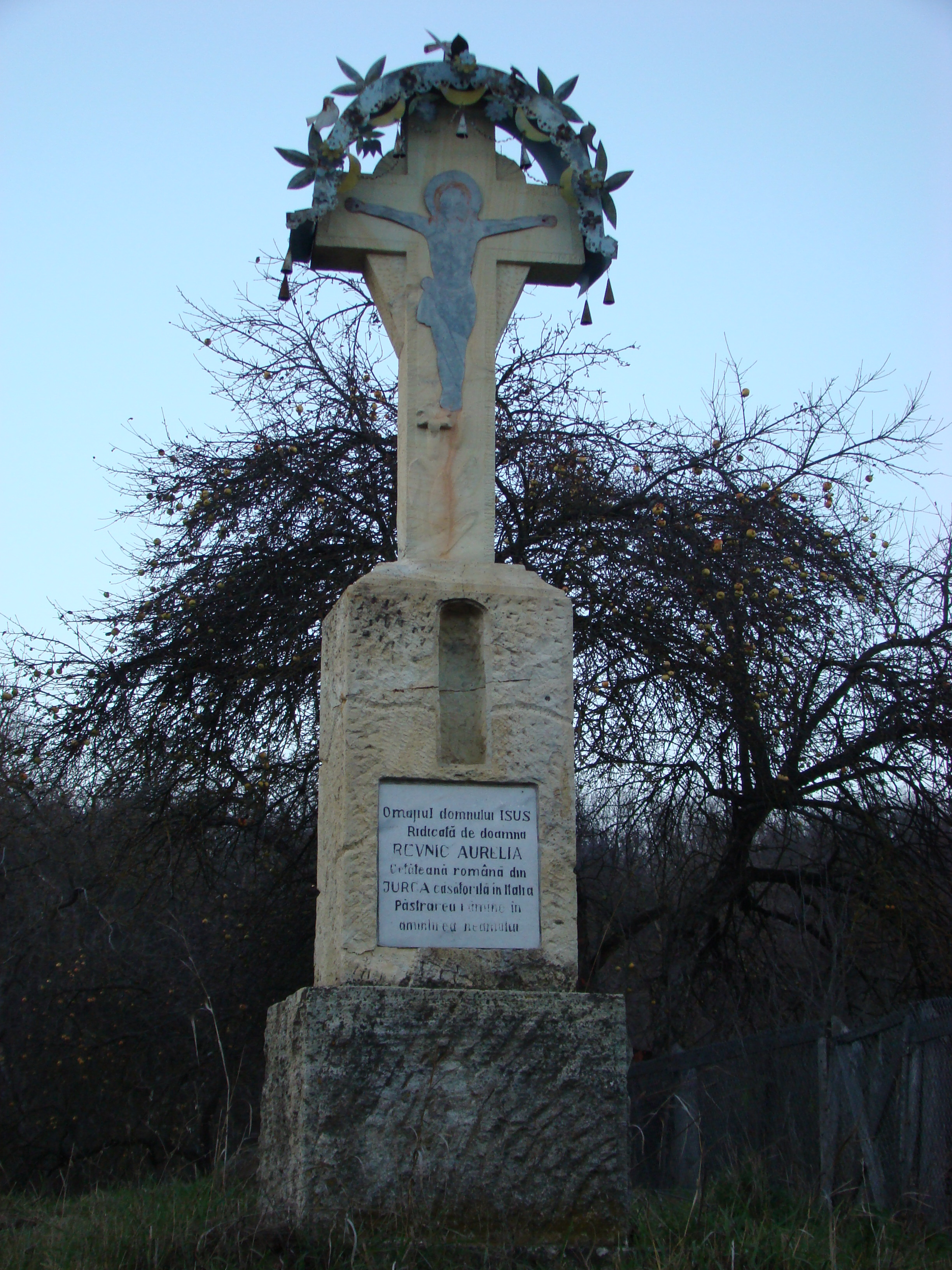
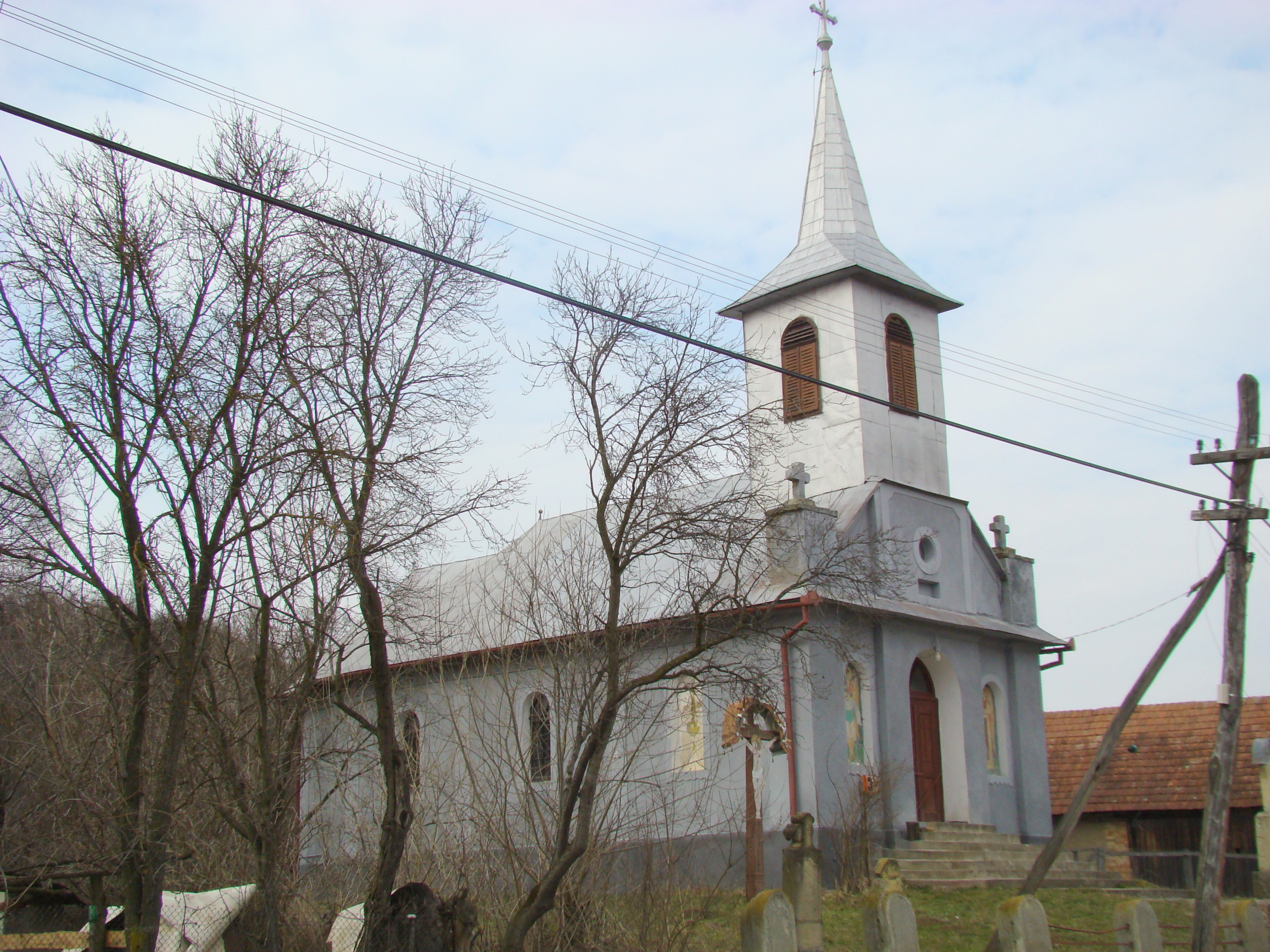
Biserica ortodoxă (1935)
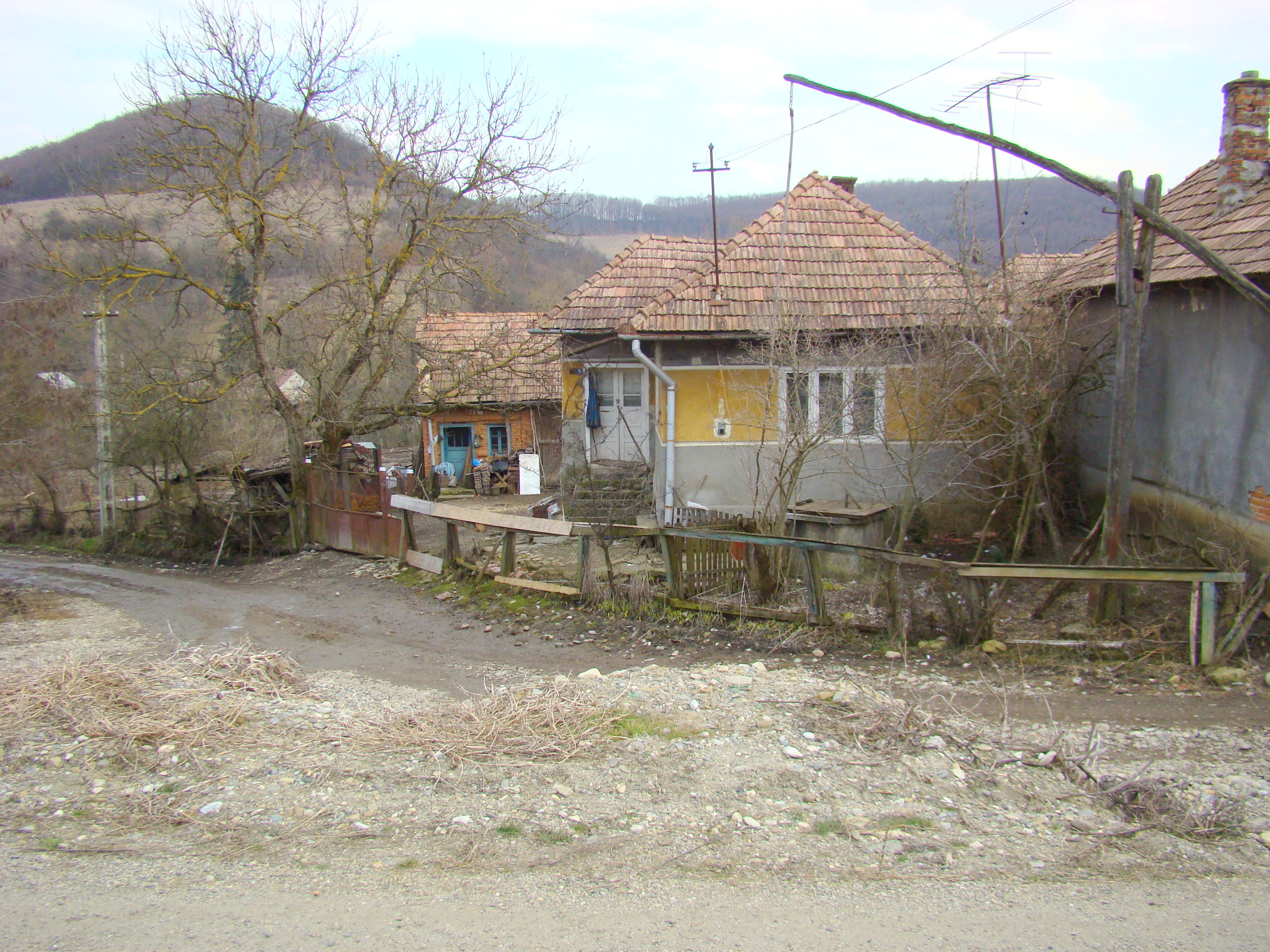